# Conrad Goode
Conrad Lawrence Goode (Columbia, 9 gennaio 1962) è un attore, musicista, produttore cinematografico e artista statunitense.
È stato anche un giocatore di football, militando per due stagioni con i New York Giants e una con i Tampa Bay Buccaneers prendendo parte a 35 partite.

## Filmografia parziale
- Bulletproof, regia di Ernest R. Dickerson (1996)
- Mai dire ninja (Beverly Hills Ninja), regia di Dennis Dugan (1997)
- Con Air, regia di Simon West (1997)
- Triplo inganno (Made Men), regia di Louis Morneau (1999)
- Io, me & Irene (Me, Myself & Irene), regia di Bobby Farrelly (2000)
- Don't Say a Word, regia di Gary Fedler (2001)
- I gattoni (Tomcats), regia di Gregory Poirier (2001)
- Fuga da Seattle (Highway), regia di James Cox (2002)
- Un ragazzo tutto nuovo (The New Guy), regia di Ed Decter (2002)
- Terapia d'urto (Anger Management), regia di Peter Segal (2003)
- L'altra sporca ultima meta (The Longest Yard), regia di Peter Segal (2005)
- Il superpoliziotto del supermercato 2 (Paul Blart: Mall Cop 2), regia di Andy Fickman (2015)